# Sint-Jacobskerk (Villach)
Dit overzicht is mogelijk incompleet; u kunt helpen door het uit te breiden.
De Sint-Jacobskerk is een kerk in het centrum van Villach in Karinthië in Oostenrijk.
Het is een gotische driebeukige katholieke kerk uit het begin van de 14de eeuw. De kerk heeft een kerktoren van 95 meter hoogte. Het heeft een uit hout gesneden hoogaltaar. Van 1526 tot 1594 was het een protestantse kerk.